# IC 2938/2
IC 2938/2 је спирална галаксија у сазвијежђу Лав која се налази на листи објеката дубоког неба у Индекс каталогу.
Деклинација објекта је + 13° 40' 29" а ректасцензија 11h 35m 36,8s. Привидна величина (магнитуда) објекта IC 2938 износи 15,7 а фотографска магнитуда 16,5. IC 29382 је још познат и под ознакама CGCG 68-7.